# Wasnes-au-Bac
Pour les articles homonymes, voir Bac.
Wasnes-au-Bac est une commune française, située dans le département du Nord en région Hauts-de-France.

## Géographie

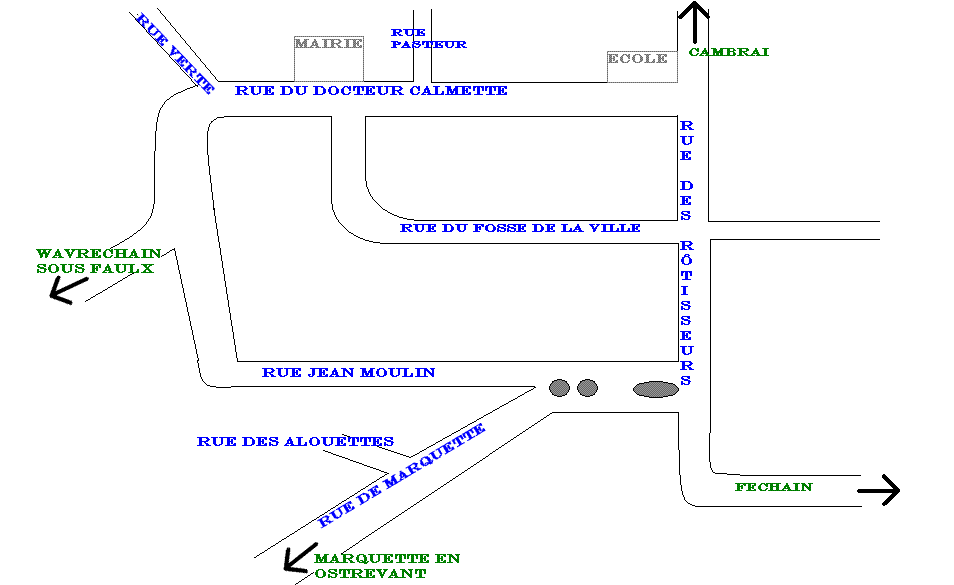
Plan de Wasnes-au-Bac

### Toponymie
Wasne, Tournoi d'Anchin; 1096. Wathnes, cartulaire de Vicogne; 1154. Bacq-à-wasnes, manuscrit de la Bibliothèque de Valenciennes.

### Communes limitrophes
| Marcq-en-Ostrevent | Marquette-en-Ostrevant |                       |
| Féchain            | Wasnes-au-Bac          | Wavrechain-sous-Faulx |
| Hem-Lenglet        | Paillencourt           |                       |

### Héraldique
| Blason de Wasnes-au-Bac | Blason  | D'azur aux trois gerbes de blé d'or. |
| Blason de Wasnes-au-Bac | Détails |                                      |

### Hydrographie

#### Réseau hydrographique
La commune est située dans le bassin Artois-Picardie. Elle est drainée par la rivière Sensée et le canal de la Sensée du confluent du canal du Nord au confluent de l'Escaut canalisé,.
La Sensée, d'une longueur de 20 km, prend sa source dans la commune de Arleux et se jette  dans l'Escaut canalisée à Bouchain, après avoir traversé douze communes. 
Le canal de la Sensée permet un lien entre le canal de Saint-Quentin au nord de Cambrai avec la Scarpe canalisée et le canal de la Deûle à Douai. 

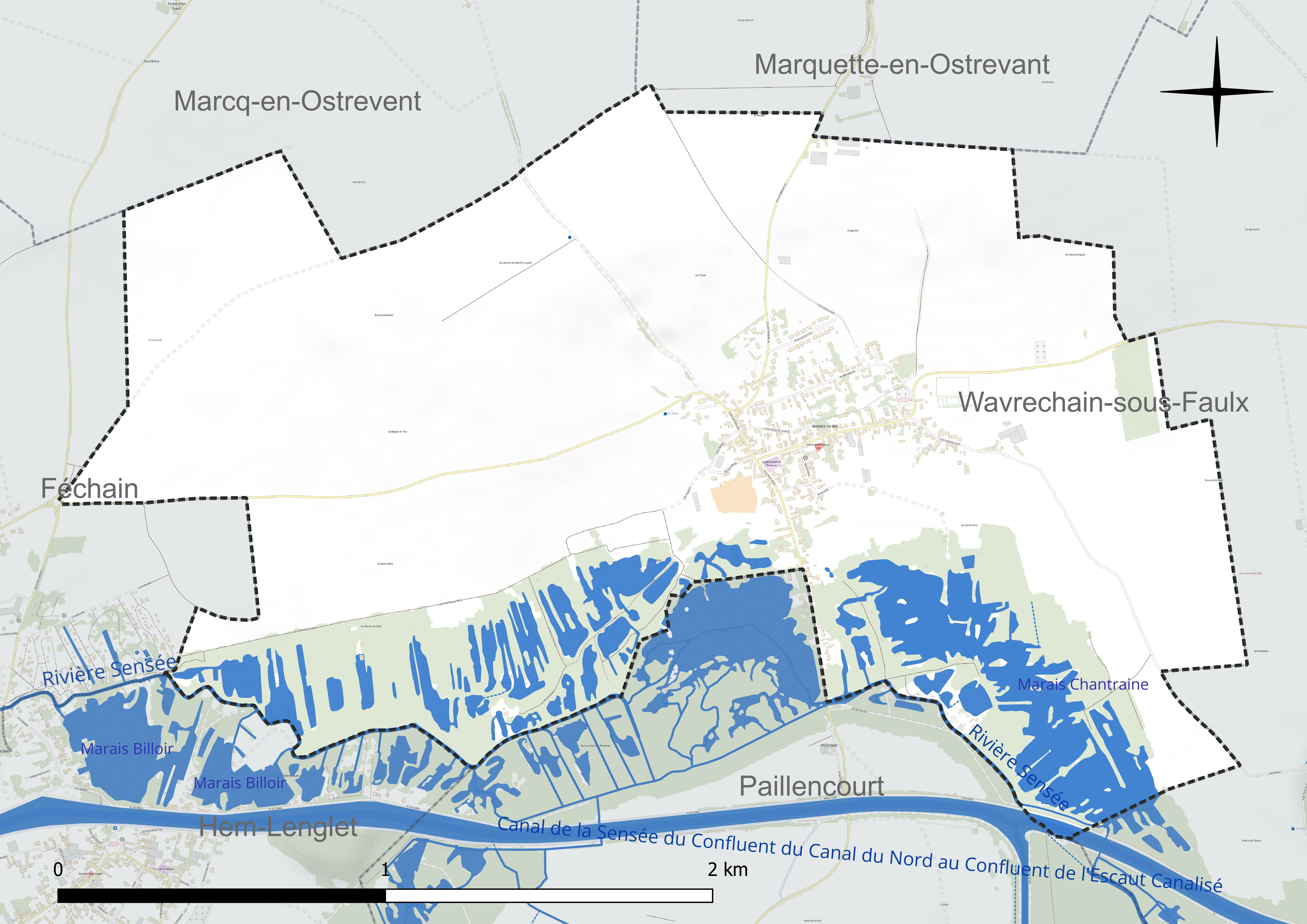
Réseau hydrographique de Wasnes-au-Bac.

Un plan d'eau complète le réseau hydrographique : le marais Chantraine, d'une superficie totale de 23 ha (22,1 ha sur la commune),.

#### Gestion et qualité des eaux
Le territoire communal est couvert par le schéma d'aménagement et de gestion des eaux (SAGE) « Sensée ». Ce document de planification concerne un territoire de 857 km2 de superficie, délimité par le bassin versant de la Sensée. Le périmètre a été arrêté le 14 janvier 2023 et le SAGE proprement dit a été approuvé le 21 février 2020. La structure porteuse de l'élaboration et de la mise en œuvre est le syndicat mixte Escaut et Affluents (SyMEA). 
La qualité des cours d'eau peut être consultée sur un site dédié géré par les agences de l'eau et l'Agence française pour la biodiversité. 

### Climat
Pour des articles plus généraux, voir Climat des Hauts-de-France et Climat du Nord.
En 2010, le climat de la commune est de type climat océanique dégradé des plaines du Centre et du Nord, selon une étude du CNRS s'appuyant sur une série de données couvrant la période 1971-2000. En 2020, Météo-France publie une typologie des climats de la France métropolitaine dans laquelle la commune est exposée à un climat océanique et est dans la région climatique  Nord-est du bassin Parisien, caractérisée par un ensoleillement médiocre, une pluviométrie moyenne régulièrement répartie au cours de l'année et un hiver froid (3 °C). 
Pour la période 1971-2000, la température annuelle moyenne est de 10,5 °C, avec une amplitude thermique annuelle de 14,8 °C. Le cumul annuel moyen de précipitations est de 718 mm, avec 12,3 jours de précipitations en janvier et 9,2 jours en juillet. Pour la période 1991-2020, la température moyenne annuelle observée sur la station météorologique la plus proche, située sur la commune de Douai à 17 km à vol d'oiseau, est de 11,0 °C et le cumul annuel moyen de précipitations est de 729,2 mm,. Pour l'avenir, les paramètres climatiques de la commune estimés pour 2050 selon différents scénarios d'émission de gaz à effet de serre sont consultables sur un site dédié publié par Météo-France en novembre 2022.

## Urbanisme

### Typologie
Au 1er janvier 2024, Wasnes-au-Bac est catégorisée bourg rural, selon la nouvelle grille communale de densité à sept niveaux définie par l'Insee en 2022.
Elle est située hors unité urbaine et hors attraction des villes,.

### Occupation des sols
L'occupation des sols de la commune, telle qu'elle ressort de la base de données européenne d'occupation biophysique des sols Corine Land Cover (CLC), est marquée par l'importance des territoires agricoles (71,4 % en 2018), une proportion sensiblement équivalente à celle de 1990 (71,8 %). La répartition détaillée en 2018 est la suivante : 
terres arables (71,4 %), zones humides intérieures (17 %), zones urbanisées (6,6 %), eaux continentales (4,9 %). L'évolution de l'occupation des sols de la commune et de ses infrastructures peut être observée sur les différentes représentations cartographiques du territoire : la carte de Cassini (XVIIIe siècle), la carte d'état-major (1820-1866) et les cartes ou photos aériennes de l'IGN pour la période actuelle (1950 à aujourd'hui).

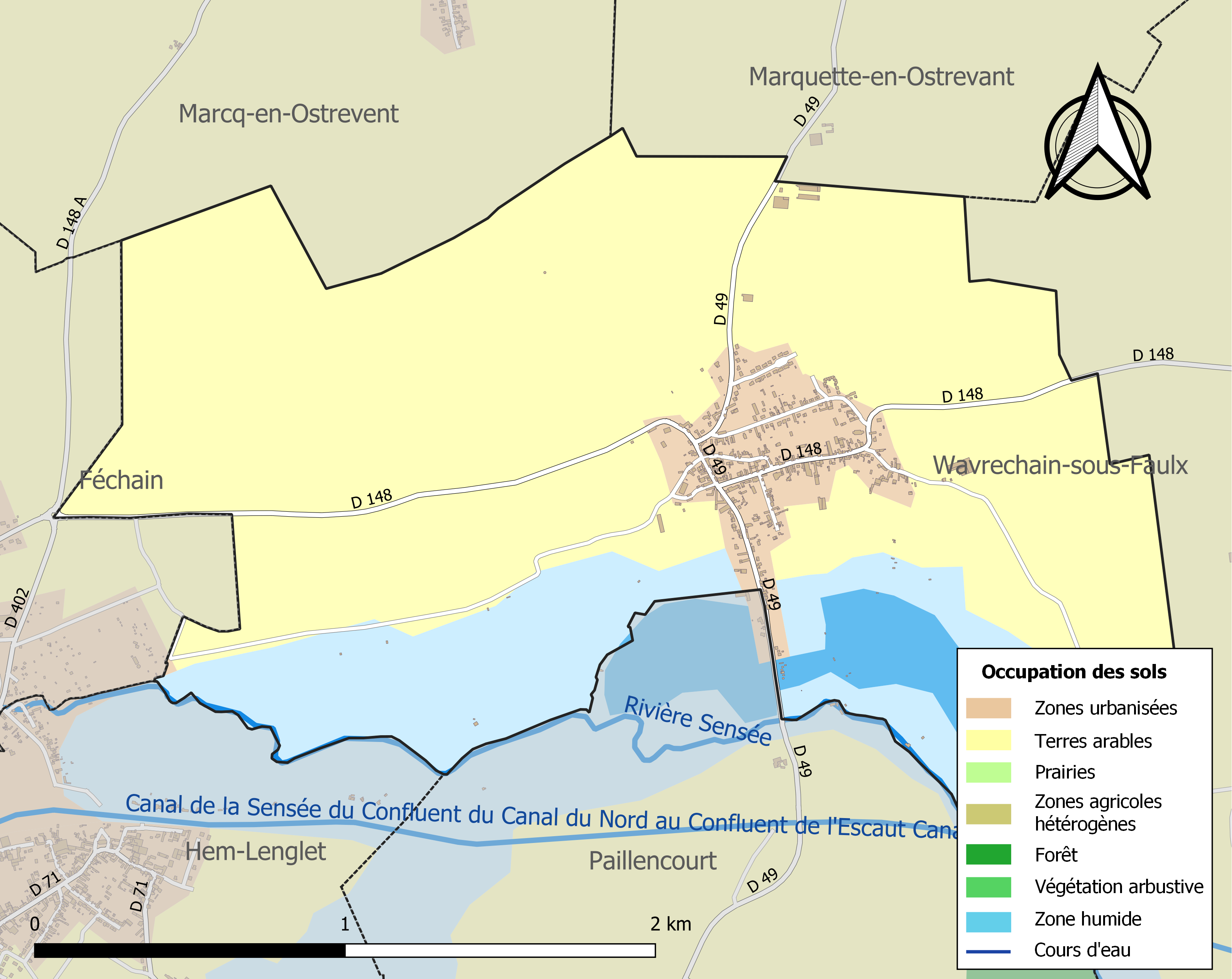
Carte des infrastructures et de l'occupation des sols de la commune en 2018 (CLC).

### Voies de communications et transports
La commune est desservie par la ligne 112 du réseau urbain Transvilles et par la ligne 827 du réseau interurbain Arc-en-Ciel 3.

## Politique et administration

### Liste des maires successifs
- Maire en 1802-1803 : Tondeur[18].
- Maire en 1807 : Leclercq[19].
- Maire en 1881 : Rohart[20].
- Albéric Tourtois, maire en 1981 (réf. JO du 15 avril 1981).

| Identité                                                | Période   | Période   | Durée            | Étiquette   |
| Identité                                                | Début     | Fin       | Durée            | Étiquette   |
| ------------------------------------------------------- | --------- | --------- | ---------------- | ----------- |
| Gilbert Cachera (d) (16 octobre 1920 - 28 octobre 2007) |           | mars 1989 |                  |             |
| Jules Cornet (d)                                        | mars 1989 | mars 2014 | 25 ans           |             |
| Annie Avé-Delattre (d) (née le 11 octobre 1952)         | mars 2014 | En cours  | 11 ans et 5 mois | indépendant |

### Instances judiciaires et administratives
La commune relève du tribunal d'instance de Valenciennes, du tribunal de grande instance de Valenciennes, de la cour d'appel de Douai, du tribunal pour enfants de Valenciennes, du conseil de prud'hommes de Valenciennes, du tribunal de commerce de Valenciennes, du tribunal administratif de Lille et de la cour administrative d'appel de Douai.

## Population et société

### Démographie

#### Évolution démographique
L'évolution du nombre d'habitants est connue à travers les recensements de la population effectués dans la commune depuis 1800. Pour les communes de moins de 10 000 habitants, une enquête de recensement portant sur toute la population est réalisée tous les cinq ans, les populations de référence des années intermédiaires étant quant à elles estimées par interpolation ou extrapolation. Pour la commune, le premier recensement exhaustif entrant dans le cadre du nouveau dispositif a été réalisé en 2008.

En 2022, la commune comptait 596 habitants, en évolution de −3,87 % par rapport à 2016 (Nord : +0,51 %, France hors Mayotte : +2,11 %).
| 1800 | 1806 | 1821 | 1831 | 1836 | 1841 | 1846 | 1851 | 1856 |
| ---- | ---- | ---- | ---- | ---- | ---- | ---- | ---- | ---- |
| 479  | 546  | 613  | 740  | 705  | 767  | 763  | 698  | 735  |

| 1861 | 1866 | 1872 | 1876 | 1881 | 1886 | 1891 | 1896 | 1901 |
| ---- | ---- | ---- | ---- | ---- | ---- | ---- | ---- | ---- |
| 832  | 849  | 878  | 807  | 781  | 737  | 709  | 669  | 652  |

| 1906 | 1911 | 1921 | 1926 | 1931 | 1936 | 1946 | 1954 | 1962 |
| ---- | ---- | ---- | ---- | ---- | ---- | ---- | ---- | ---- |
| 644  | 555  | 453  | 527  | 516  | 509  | 471  | 467  | 462  |

| 1968 | 1975 | 1982 | 1990 | 1999 | 2006 | 2008 | 2013 | 2018 |
| ---- | ---- | ---- | ---- | ---- | ---- | ---- | ---- | ---- |
| 500  | 476  | 446  | 483  | 512  | 558  | 571  | 589  | 599  |

| 2022 | - | - | - | - | - | - | - | - |
| ---- | - | - | - | - | - | - | - | - |
| 596  | - | - | - | - | - | - | - | - |

#### Pyramide des âges
La population de la commune est relativement jeune.
En 2018, le taux de personnes d'un âge inférieur à 30 ans s'élève à 34,2 %, soit en dessous de la moyenne départementale (39,5 %). À l'inverse, le taux de personnes d'âge supérieur à 60 ans est de 24,2 % la même année, alors qu'il est de 22,5 % au niveau départemental.
En 2018, la commune comptait 295 hommes pour 304 femmes, soit un taux de 50,75 % de femmes, légèrement inférieur au taux départemental (51,77 %).
Les pyramides des âges de la commune et du département s'établissent comme suit.
| Hommes | Classe d’âge | Femmes |
| ------ | ------------ | ------ |
| 0,7    | 90 ou +      | 1,6    |
| 5,1    | 75-89 ans    | 6,9    |
| 16,9   | 60-74 ans    | 17,1   |
| 24,7   | 45-59 ans    | 20,1   |
| 18,6   | 30-44 ans    | 19,7   |
| 19,3   | 15-29 ans    | 13,2   |
| 14,6   | 0-14 ans     | 21,4   |

| Hommes | Classe d’âge | Femmes |
| ------ | ------------ | ------ |
| 0,5    | 90 ou +      | 1,4    |
| 5,3    | 75-89 ans    | 8,1    |
| 14,8   | 60-74 ans    | 16,2   |
| 19,1   | 45-59 ans    | 18,4   |
| 19,5   | 30-44 ans    | 18,7   |
| 20,7   | 15-29 ans    | 19,1   |
| 20,2   | 0-14 ans     | 18     |

## Lieux et monuments

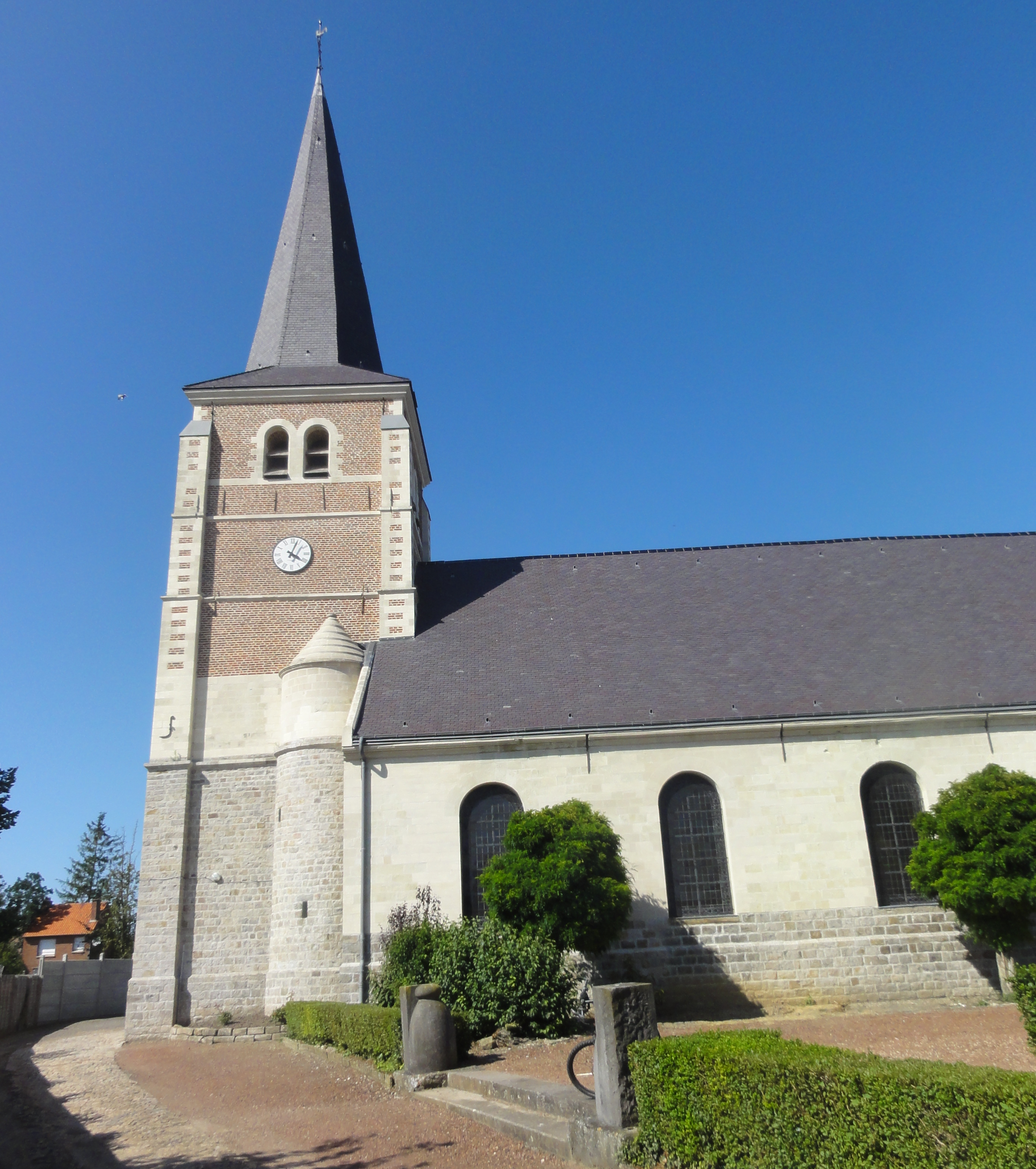
L'église Saint-Martin en août 2019.

- L'église Saint-Martin, construite en 1776 ainsi que l'indique le chronogramme placé au-dessus du portail

## Personnalités liées à la commune
- Hugues le Carpentier et son frère Ernulphe participe au Tournoi d'Anchin en 1096

## Pour approfondir